# Yvon Ngassam
Yvon Ngassam est un artiste visuel camerounais né en 1982 à Bangangté. Reconnu pour son approche multidisciplinaire, il explore la photographie, la vidéo, la sculpture et l'installation.

## Biographie
Yvon Ngassam est un artiste visuel et photographe formé à l'Institut de Formation Artistique de Mbalmayo, il se spécialise dans la photographie contemporaine, avec un intérêt particulier pour les thématiques sociales et les réalités quotidiennes des peuples africains.
Yvon Ngassam se découvre une passion pour les arts visuels au début des années 2010. Après des débuts dans la musique urbaine, il se tourne vers les arts plastiques, explorant diverses techniques et médiums. Sa carrière artistique prend un tournant en 2013 lorsqu'il intègre la résidence internationale Art bakery, où il se familiarise avec la vidéo d'art.
Depuis lors, Ngassam a participé à de nombreuses expositions individuelles et collectives à travers le monde, notamment à la Biennale de Dakar (2018), à la Biennale africaine de la photographie de Bamako (2019) et à la Saison Africa 2020. Ses œuvres sont présentes dans des collections publiques et privées, et il est régulièrement invité à donner des conférences et à animer des ateliers.

## Œuvres et expositions
- 2021: La nudité de l'âme, Kunsthal Aarhus, Danemark
- 2019: Biennale africaine de la photographie de Bamako
- 2018: Biennale de Dakar